# Ocean Bottom Seismometer

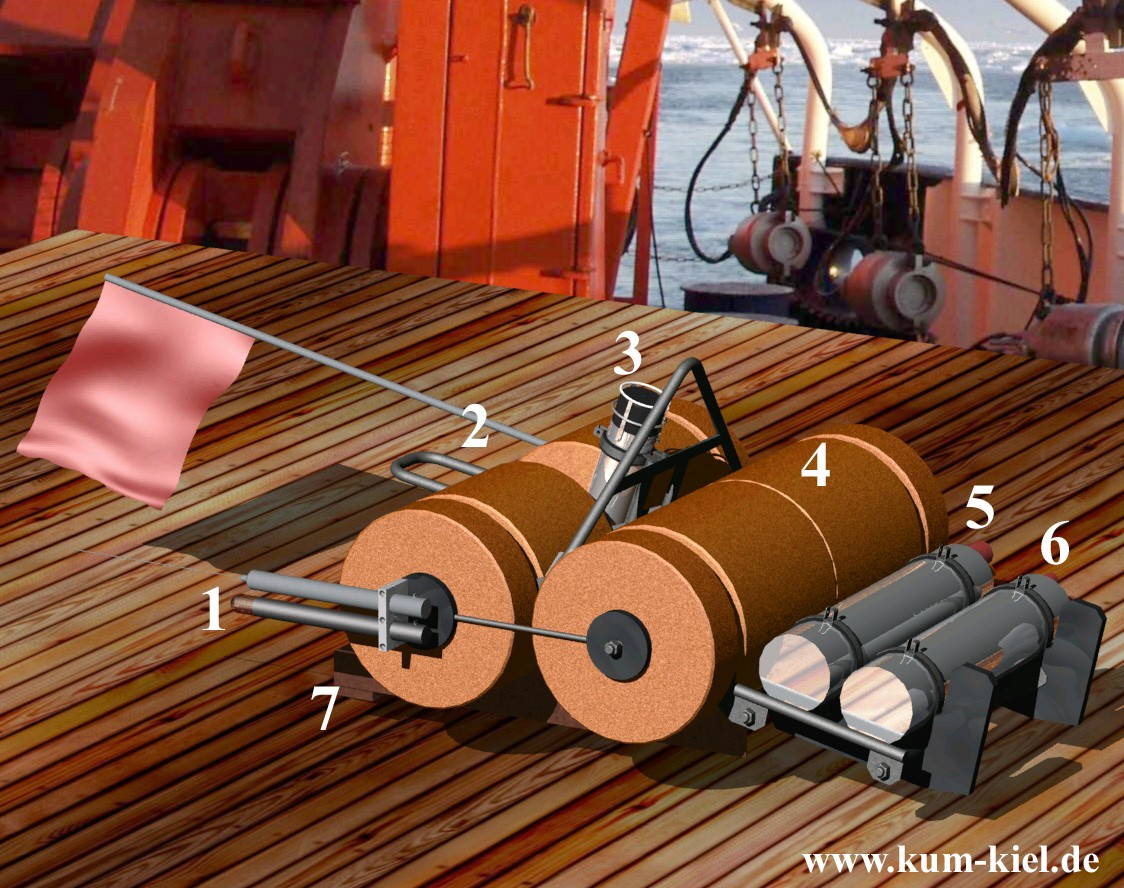
Ocean Bottom Seismometer

Ocean-Bottom-Seismometer (OBS) dienen der Erforschung des Meeresbodenuntergrundes anhand von unterseeischen Wellenmessungen und ihrer Auswertungen, die eine Vielzahl von Eigenschaften aufweisen. Sie sind Geräte aus der Seismik, zu denen auch Geophone, (Land-)Seismometer, Hydrophone und Streamer zählen.
Sowohl Landseismometer als auch Streamerschiffe haben Kontakt zum GPS und kennen daher sowohl ihre eigene Position als auch die absolute Zeit mit hoher Präzision. Gerade das Zeitnormal spielt bei der Seismik eine große Rolle, da hier Entfernungen bzw. Schichtdicken durch Laufzeiten von Schallwellen gemessen werden. Abweichungen im Bereich von Millisekunden produzieren schon einen merklichen Fehler in der Analyse.
Das OBS hingegen ist ein vollkommen selbständig arbeitendes System, d. h. ohne (Kabel-)Verbindung zum Schiff. Eine Verbindung zum GPS ist nicht möglich. Deshalb benötigt ein OBS eine hochgenaue Uhr, die sowohl über den gesamten Einsatzzeitraum als auch über einen weiten Temperaturbereich ihr Zeitnormal nicht verlieren darf. Ein OBS ist in der Lage über einen längeren Zeitraum, der je nach Bauart mehrere Monate betragen kann, unter Wasser zu sein.
Während Landseismometer und Streamer meistens eine feste Verbindung zum Rechenzentrum haben und ihre Daten in Echtzeit weitergeben, müssen die Daten beim OBS gespeichert werden. Dritter wesentlicher Unterschied ist die autonome Energieversorgung. Streamer erhalten ihre Energie vom Schiff, Landseismometer entweder aus dem Rechenzentrum oder durch Solarmodule oder kleine Windräder.
Die Anforderungen an ein OBS sind also hoch und widersprechen sich zum Teil: hochgenauer und temperaturstabiler Schwingquarz, schnelle, präzise A/D-Wandler für kleinste Spannungen und Rechner mit Echtzeitbetriebssystem auf der einen und robuste, energiesparende Technik auf der anderen Seite. Heutige Systeme sind bis Wassertiefen von 6000 m bei einem Druck von 600 bar einsetzbar. Der Energieverbrauch beträgt unter einem Watt, die Einsatzdauer bis zu einem Jahr.
Die Kernkomponenten des OBS sind ein dreiachsiges Seismometer und ein Hydrophon als Sensoren  (im Bild 2, verdeckt) sowie der Datenrekorder zur Aufnahme und Speicherung der seismischen Daten (im druckfesten Titanrohr, 5) samt den Batterien (6). Diese Komponenten sind an einem Trägergestell befestigt, dass zusätzlich mit ausreichend Auftrieb (4), einem Ankergewicht (7) und einem akustischen Auslöser (3) zum Abwerfen des Ankers ausgestattet ist. Meist ist das OBS mit einem Radiosender und einem Blitzlicht (1) ausgestattet, um das Bergen zu vereinfachen. Eine wichtige Komponente des OBS ist zudem die Hülle, die stoßfest verarbeitet werden muss.
Als autonomes System wird es vom Explorationsschiff aus ins Wasser gelassen und sinkt dank seines Ankergewichtes auf den Meeresboden. Dort registriert es mit einem Hydrophon den Wasserschall (Druckwellen) und mit dem Seismometer feinste Bewegungen des Meeresbodens (Druck- und Scherwellen oder auch P- und S-Wellen, s. Seismische Welle).
Nach dem Untersuchungszeitraum wird mit einem vom Schiff ausgesendeten akustischen Signal der Anker gelöst und das OBS steigt an die Wasseroberfläche auf.